# Жаржей
Жарже́й (фр. Jarjayes, окс. Jarjalhas) — коммуна во Франции, находится в регионе Прованс — Альпы — Лазурный Берег. Департамент коммуны — Верхние Альпы. Входит в состав кантона Таллар. Округ коммуны — Гап.
Код INSEE коммуны — 05068.

## Население
Население коммуны на 2008 год составляло 418 человек.
| 1962 | 1968 | 1975 | 1982 | 1990 | 1999 | 2008 |
| ---- | ---- | ---- | ---- | ---- | ---- | ---- |
| 210  | 196  | 203  | 254  | 312  | 379  | 418  |

## Экономика
Основу экономики составляет сельское хозяйство.
В 2007 году среди 291 человека в трудоспособном возрасте (15—64 лет) 215 были экономически активными, 76 — неактивными (показатель активности — 73,9 %, в 1999 году было 74,7 %). Из 215 активных работали 204 человека (110 мужчин и 94 женщины), безработных было 11 (7 мужчин и 4 женщины). Среди 76 неактивных 21 человек были учениками или студентами, 32 — пенсионерами, 23 были неактивными по другим причинам.

## Достопримечательности
- Часовня Сен-Пьер.
- Церковь Сен-Тома-Сен-Реститю (XII век), была повреждена во время религиозных войн в 1588 году, перестроена в XVII веке.
- Камень Костель, которому приписывают различные свойства.

## Фотогалерея

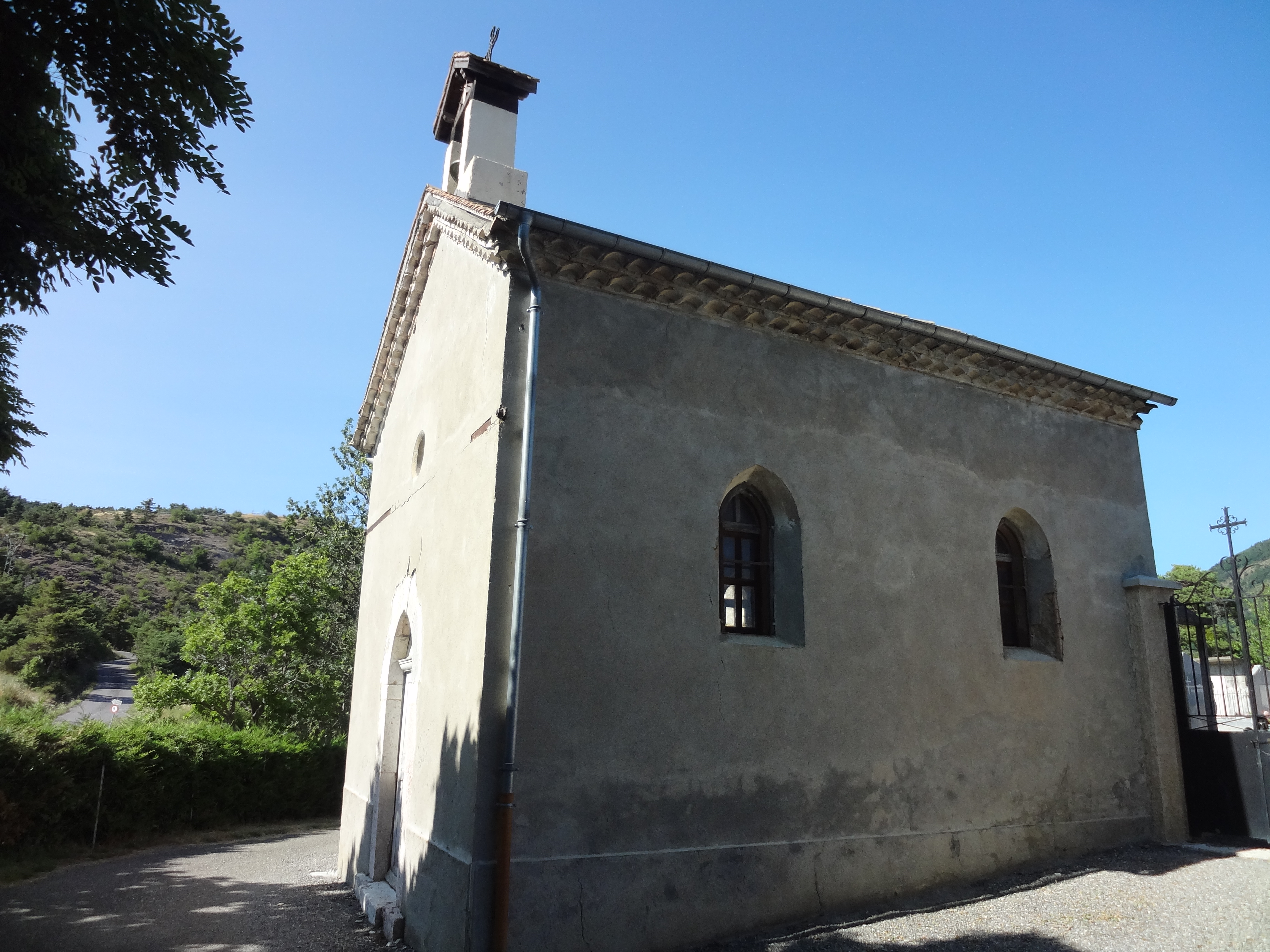
Часовня Сен-Пьер
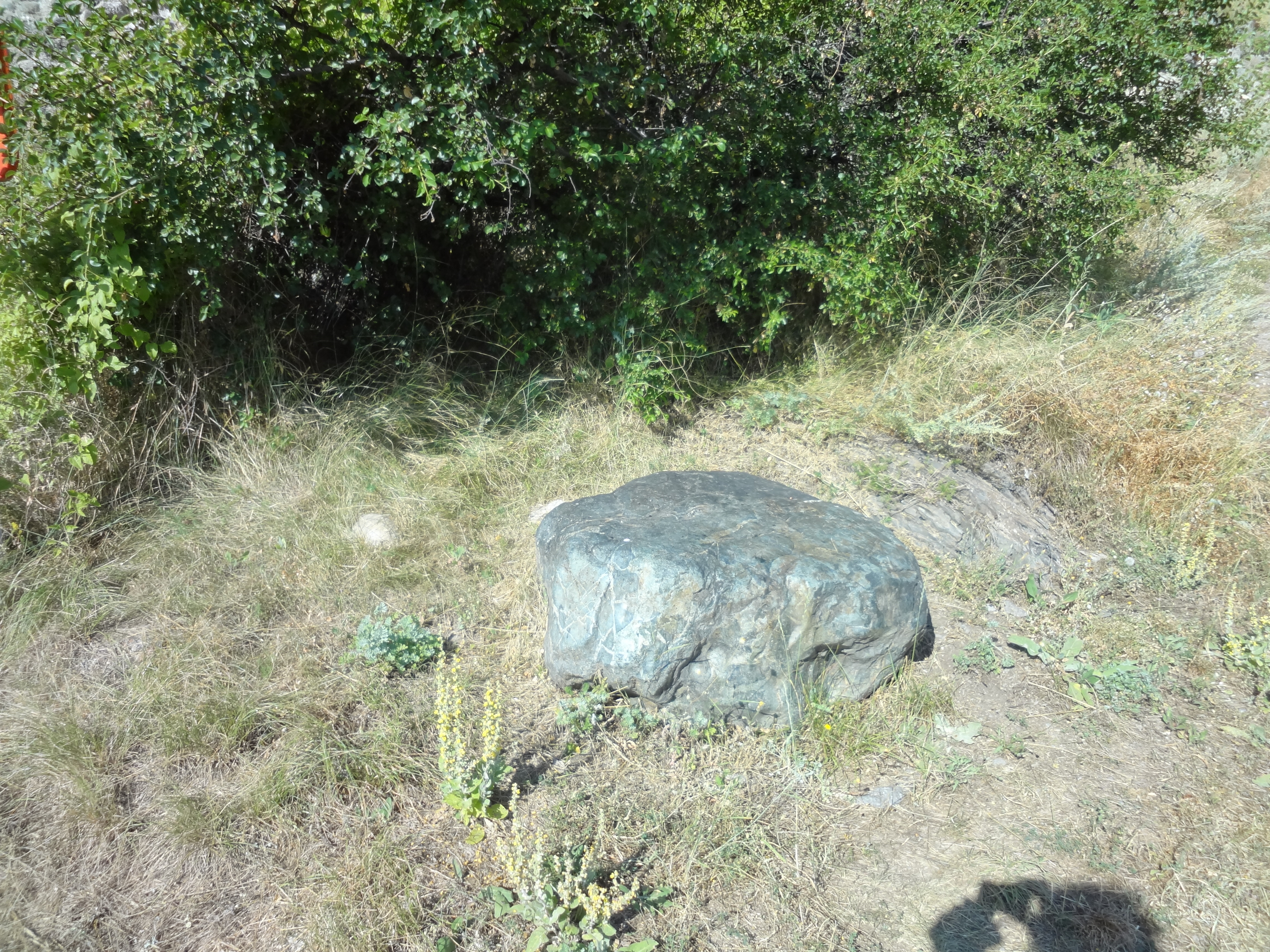
Камень Костель
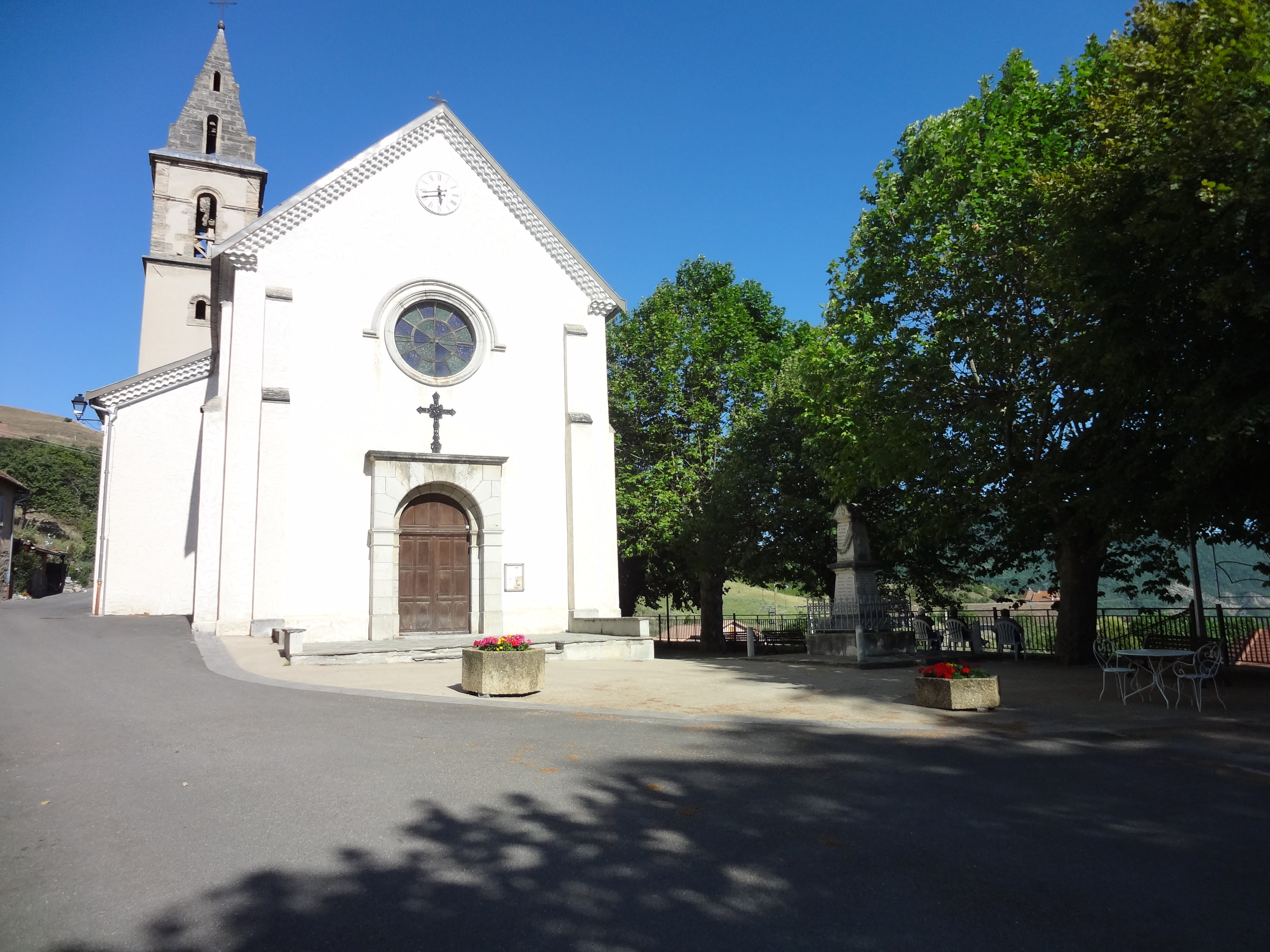
Церковь Сен-Тома-Сен-Реститю